# Giovanni Battista Amendola
Giovanni Battista Amendola (Sarno, 19 gennaio 1848 – Napoli, 17 dicembre 1887) è stato uno scultore italiano.

## Biografia
Ha studiato a Napoli presso l'Accademia delle Belle Arti. La maggior parte dei suoi lavori sono presenti nella città partenopea, tra i quali la statua di Gioacchino Murat per la facciata del Palazzo Reale, un busto dell'architetto Errico Alvino nel parco della Villa Comunale, due monumentali cariatidi bronzee in stile egizio ai lati della porta del Mausoleo dei Caduti a Posillipo. A Salerno il suo Pergolesi morente è visibile nel teatro municipale Giuseppe Verdi.
Si trasferì in Inghilterra, ricevendo commissioni anche dall'estero. Qui produsse il bronzo ben noto di una donna pensosa intitolato Il pensiero dominante, e Wedded (bronzo di una giovane coppia). Ha inoltre prodotto una piccola statua di Laura Theresa Alma-Tadema seduta. È autore anche di bronzetti e piccole sculture in terracotta, quali il Ritratto di Angelina Leonetti del 1880 (Collezione privata), una Venere in bronzo (Collezione privata), il Maniscalco (1874, Museo di San Martino), il Pierrot (1871, Museo di Capodimonte). Un suo bronzo raffigurante un giovane che trasporta dei grappoli d'uva alto oltre un metro è presente all'interno degli Ospedali Riuniti di Livorno.